# Walter Diggelmann
Walter Diggelmann (* 11. August 1915 in Zürich; † 5. März 1999 in Guntalingen) war ein Schweizer Radrennfahrer.
Walter Diggelmann war Profi-Rennfahrer von 1939 bis 1953. Er war ein starker Allrounder, fuhr erfolgreich Strassenrennen und war ein exzellenter Bergfahrer, aber auch bei Sechstagerennen und als Steher aktiv. Seinen ersten grossen Erfolg errang er noch als Amateur im Jahre 1938, als er den Giro del Mendrisiotto gewann. 1940 siegte er beim Rennen Bern–Genf, 1941 und 1942 bei der Meisterschaft von Zürich sowie 1943 bei der Tour des Trois-Lacs.
Diggelmann gelangen mehrfach Etappensiege bei der Tour de Suisse und der Tour de Romandie. Bei der Tour de France 1952 gewann er die 9. Etappe.
1945 und 1950 wurde Diggelmann Schweizer Stehermeister. Er startete bei sechs Sechstagerennen, zwei davon gewann er gemeinsam mit Hugo Koblet, 1948 in Chicago und 1949 in New York.